# Chionomesa
Chionomesa es un género de aves apodiformes de la familia Trochilidae —los colibríes— que agrupa apenas a dos especies nativas América del Sur, cuyas áreas de distribución se encuentran entre el litoral caribeño de Venezuela y las Guayanas, hasta el centro de Bolivia y sur de Brasil. Las dos especies estaban anteriormente en el género Amazilia pero fueron transferidas al presente género, resucitado, como resultados de estudios  filogenéticos. A sus miembros se les conoce por el nombre común de amazilias, picaflores o diamantes.

## Características
Los dos colibríes de este género son bastante parecidos entre sí, miden 9 cm de longitud, de pico total o parcialmente rojo; partes superiores verde brillante, vientre y subcaudales blancos, alas y cola oscuras, garganta y pecho verde brillante o azul violáceo. No presentan dimorfismo sexual.

## Sistemática
El género Chionomesa fue propuesto por el zoólogo francés Eugène Simon en 1921, la especie tipo subsecuentemente designada es Ornismya lactea, actualmente Chionomesa lactea.

### Etimología
El nombre genérico femenino Chionomesa se compone de las palabras del griego «khiōn» que significa ‘nieve’ y «mesos» que significa ‘medio’, ‘mitad’.

### Taxonomía
Los estudios filogenéticos de McGuire et al. (2014) demostraron que el género Amazilia era altamente polifilético y que las entonces especies A. lactea y A. fimbriata están estrechamente relacionadas entre sí y no son parientes próximas de Amazilia «sensu-stricto». En la clasificación propuesta para resolver la polifilia del género, Stiles et al. (2017) propusieron la resurrección del género Chionomesa, para albergar estas dos especies, lo que fue reconocido por el por el Comité de Clasificación de Sudamérica (SACC) en la Propuesta N.º 781.
La subespecie C. lactea bartletti, del occidente de la Amazonia es considerada como una especie separada de C. lactea por las clasificaciones Aves del Mundo y Birdlife International (BLI), con base en diferencias de plumaje, pero esto no es seguido por otras clasificaciones.

## Lista de especies
Según las clasificaciones del Congreso Ornitológico Internacional (IOC) y Clements Checklist/eBird, el género agrupa a las siguientes especies con el respectivo nombre popular de acuerdo con la Sociedad Española de Ornitología (SEO):
| Imagen | Nombre científico    | Autor          | Nombre común      | Estado de conservación | Distribución |
| ------ | -------------------- | -------------- | ----------------- | ---------------------- | ------------ |
|        | Chionomesa fimbriata | (Gmelin), 1788 | amazilia listada  | LC                     |              |
|        | Chionomesa lactea    | (Lesson), 1832 | amazilia zafirina | LC                     |              |